# Fernando Torres (ator)
Fernando Monteiro Torres (Guaçuí, 14 de novembro de 1927 – Rio de Janeiro, 4 de setembro de 2008) foi um ator, diretor e produtor brasileiro. Foi casado desde 1952 com a atriz Fernanda Montenegro, com quem teve dois filhos: o cineasta Cláudio Torres e a atriz Fernanda Torres.

## Biografia
Fernando Torres era filho de uma família tradicional e histórica para a pequena Guaçuí. Seu pai Manuel Monteiro Torres foi o primeiro prefeito da cidade, sendo uma personagem importante para a história do município. Hoje na sede da prefeitura de Guaçuí é possível ver uma foto da família do primeiro prefeito, na qual Fernando Torres aparece ainda criança.
Fernando Monteiro Torres era formado em medicina, mas, desde cedo, sua grande paixão foi o teatro, onde atuou, produziu e dirigiu diversas peças, além de ter participado de dezenove filmes e várias novelas. Na TV, brilhou ao interpretar o médico aposentado Plínio Miranda na novela Baila Comigo, de Manoel Carlos, e o sábio e misterioso Tio Romão da novela Amor com Amor Se Paga, de Ivani Ribeiro. Sua última participação foi em Laços de Família, escrita pelo antigo amigo Manoel Carlos, vivendo Aléssio Lacerda, pai de Helena (Vera Fischer) e Íris (Deborah Secco), que falece no início da trama, em cenas emocionantes.
Iniciou sua carreira de ator teatral aos 22 anos, com a peça A Dama da Madrugada (La dama del alba), de Alejandro Casona. Como diretor, sua primeira montagem foi Quartos Separados (1958), com o Teatro Brasileiro de Comédia.
Em 1959 fundou o Teatro dos Sete, juntamente com Fernanda Montenegro, Sérgio Britto, Ítalo Rossi e Gianni Ratto. Em 1961 foi premiado como diretor revelação por sua montagem de O Beijo no Asfalto, de Nelson Rodrigues. O teatro municipal da cidade de Guaçuí no Espírito Santo leva o nome de Fernando Torres em homenagem ao filho mais ilustre do município, tendo em seu salão principal as assinaturas de Fernando Torres e Fernanda Montenegro. A cidade de São Paulo também conta com um Teatro Fernando Torres que se localiza no bairro do Tatuapé.
Morreu em sua casa, no Rio de Janeiro, na tarde do dia 4 de setembro de 2008, vítima de enfisema pulmonar.
Em 2017, foi homenageado com a inauguração do Largo Fernando Torres, um largo com seu nome no bairro de Ipanema.

## Teatro
Referência

### Como ator
- 1949 - A Dama da Madrugada, de Alejandro Casona
- 1950 - Alegres Canções nas Montanhas, de Julien Luchaire
- 1952 - A Amiga da Onça, de Joracy Camargo
- 1952 - O Freguês da Madrugada, de Luís Iglesias
- 1953 - A Milionária, de Bernard Shaw
- 1954 - O Canto da Cotovia, de Jean Anouilh
- 1955 - Com a Pulga Atrás da Orelha, de Georges Feydeau
- 1955 - A Moratória, de Jorge Andrade
- 1955 - Mirandolina, de Carlo Goldoni
- 1955 - A Ilha dos Papagaios, de Sérgio Tofano
- 1955 - Daqui Não Saio, de Jean Valmy e Raymond Vincy
- 1956 - Divórcio para Três, de Victorien Sardou
- 1956 - Eurydice, de Jean Anouilh
- 1957 - Nossa Vida com Papai, de Howard Lindsay e Russel Crouse
- 1957 - Os Interesses Criados, de Jacinto Benavente
- 1957/1958 - Rua São Luís, 27 - 8º Andar, de Abílio Pereira de Almeida
- 1958 - A Muito Curiosa História da Virtuosa Matrona de Éfeso, de Guilherme Figueiredo
- 1958 - Um Panorama Visto da Ponte, de Arthur Miller
- 1958 - Pedreira das Almas, de Jorge Andrade
- 1960 - O Mambembe, de Artur Azevedo
- 1966 - A Mulher de Todos Nós, de Henry Becque
- 1966 - O Homem do Princípio ao Fim, de Millôr Fernandes
- 1970 - A Longa Noite de Cristal, de Oduvaldo Vianna Filho
- 1970 e 1972 - O Interrogatório, de Peter Weiss
- 1971 - Uma Casa de Bonecas, de Henrik Ibsen
- 1971 - Computa, Computador, Computa, de Millôr Fernandes
- 1973 - O Amante de Madame Vidal, de Louis Verneuil
- 1973 e 1976 - Seria Cômico...Se Não Fosse Sério, de Friedrich Dürrenmatt
- 1976 - A Mais Sólida Mansão, de Eugene O'Neill
- 1995 - Dias Felizes, de Samuel Beckett

### Como diretor
- 1958 - A Muito Curiosa História da Virtuosa Matrona de Éfeso, de Guilherme Figueiredo (diretor assistente)
- 1958 - Vestir os Nus, de Luigi Pirandello (diretor assistente)
- 1958 - Pedreira das Almas, de Jorge Andrade (diretor assistente)
- 1958 - Quartos Separados
- 1959/1960 - O Mambembe, de Artur Azevedo (diretor assistente)
- 1960 - A Profissão da Senhora Warren, de Bernard Shaw (diretor assistente)
- 1960 - Cristo Proclamado, de Francisco Pereira da Silva (diretor assistente)
- 1961/1962 - O Beijo no Asfalto, de Nelson Rodrigues
- 1963 - Um Domingo em Nova York, de Norman Krasna
- 1966 e 1968 - A Mulher de Todos Nós, de Henry Becque
- 1966/1967 - O Homem do Princípio ao Fim, de Millôr Fernandes
- 1967 - A Volta do Lar, de Harold Pinter
- 1968 - Volta ao Lar, de Harold Pinter
- 1968 - Marta Saré, de Edu Lobo e Gianfrancesco Guarnieri
- 1969 - O Inimigo do Povo, de Henrik Ibsen
- 1973 - O Amante de Madame Vidal, de Louis Verneuil
- 1973 - O Trágico Fim de Maria Goiabada, de Fernando Mello
- 1975 - A Mulher de Todos Nós, de Henry Becque
- 1976 - A Mais Sólida Mansão, de Eugene O'Neill
- 1977 e 1979 - É..., de Millôr Fernandes
- 1979 - Pluft, o Fantasminha, de Maria Clara Machado
- 1980/1981 - Assunto de Família, de Domingos Oliveira
- 1983 - Rei Lear, de William Shakespeare
- 1986 - Fedra, de Jean Racine

## Filmografia

### Televisão
Como ator
| Ano       | Título                | Personagem              |
| --------- | --------------------- | ----------------------- |
| 1952–1961 | Grande Teatro Tupi    | Vários personagens      |
| 1963      | Pouco Amor Não É Amor | Padre Pedro             |
| 1963      | A Morta Sem Espelho   | Dr. Odorico             |
| 1964      | Vitória               | Giancarlo               |
| 1969      | Dez Vidas             | Cláudio Manoel da Costa |
| 1970      | A Gordinha            | Paulo Torres (PT)       |
| 1970      | Simplesmente Maria    | Gomes                   |
| 1981      | Baila Comigo          | Plínio Miranda          |
| 1981      | Terras do Sem-Fim     | Carlos Zude             |
| 1982      | Sétimo Sentido        | Harold Bergman          |
| 1983      | Louco Amor            | Alfredo                 |
| 1984      | Amor com Amor Se Paga | Romão                   |
| 1997      | Zazá                  | Brigadeiro Mourão       |
| 2000      | Laços de Família      | Aléssio Lacerda         |

Como diretor
| Ano  | Título                |
| ---- | --------------------- |
| 1963 | Pouco Amor não É Amor |
| 1963 | A Morta Sem Espelho   |
| 1964 | Coração               |
| 1964 | O Desconhecido        |
| 1965 | Paixão de Outono      |
| 1968 | Ana                   |
| 1971 | Minha Doce Namorada   |

### Cinema
| Ano  | Título                             | Papel                   |
| ---- | ---------------------------------- | ----------------------- |
| 1949 | A Mulher de Longe                  | —                       |
| 1966 | Engraçadinha Depois dos Trinta     | Dr. Odorico             |
| 1967 | Em Busca do Tesouro                | Professor Bertini       |
| 1967 | Jerry - a grande parada            | Cientista               |
| 1969 | A Penúltima Donzela                | Poeta da praia          |
| 1969 | Golias Contra o Homem das Bolinhas | dr. Apolônio            |
| 1971 | Matei Por Amor                     | —                       |
| 1972 | Eu Transo, Ela Transa              | Guimarães               |
| 1972 | Os Inconfidentes                   | Cláudio Manoel da Costa |
| 1973 | O Descarte                         | Dr. Pedro Oliveiros     |
| 1973 | Missa do Galo                      | Meneses                 |
| 1976 | Marília e Marina                   | Pai de Júlio            |
| 1978 | Tudo Bem                           | Giacometti              |
| 1983 | Inocência                          | Cesário                 |
| 1985 | O Beijo da Mulher Aranha           | Américo                 |
| 1994 | Veja Esta Canção                   | Músico                  |
| 1997 | A Ostra e o Vento                  | Daniel                  |
| 1998 | Ação Entre Amigos                  | Hugo Assis              |
| 2004 | Redentor                           | Justo                   |